# Wojakowa
Wojakowa – wieś w Polsce, położona w województwie małopolskim, w powiecie brzeskim, w gminie Iwkowa.
W latach 1975–1998 wieś administracyjnie należała do województwa tarnowskiego.

## Integralne części wsi
| części wsi | Dębina, Działek, Górakówka, Góry, Kotliny, Koziny, Lutrynki, Nowa Wieś, Piechówka, Podgórki, Podjaszczurowa, Podlipie, Półrolki, Rędziny, Role, Roztoka, Sikornik, Słomiana, Wądoły, Wola, Zabrzezie, Zagórze |

## Zabytki
Obiekt wpisany do rejestru zabytków nieruchomych województwa małopolskiego.
- Prezbiterium gotyckie w kościele pw. Wniebowzięcia NMP.

Powstanie tego kościoła datuje się na 1363 rok. Początkowo był pw. Wszystkich Świętych. Była to budowla jednonawowa wzniesiona z miejscowego łupanego kamienia. Cztery wieki później do kościoła dobudowano drewnianą wieżę dzwonnicy. Zły stan techniczny wymusił w 1931 roku jego przebudowę. Z pierwotnej bryły zachowało się jedynie prezbiterium, oraz część wyposażenia starego kościoła.

## Urodzeni
- Józef Para – aktor i reżyser teatralny
- Marian Turkowski – wojskowy, generał